# Dahlia (singolo)
Dahlia è un singolo del gruppo musicale giapponese X Japan, pubblicato nel 1996. Esistono due versioni del singolo, in cui varia la copertina. Nel primo vi è il viso di Yoshiki visto di profilo, nel secondo lo stesso Yoshiki nudo girato di spalle.

## Tracce
1. Dahlia - 7:59 (Yoshiki - Yoshiki)
2. Tears (LiveTokyo Dome '93) - 8:00 (Hitomi Shiratori, Yoshiki - Yoshiki)

## Formazione
- Toshi - voce
- Heath - basso
- Pata - chitarra
- Hide - chitarra
- Yoshiki - batteria & pianoforte